# Дьюи-Бич
Дьюи-Бич (англ. Dewey Beach) — город в округе Сассекс в штате Делавэр США. По данным переписи 2020 года, численность населения составляла 353 человека.

## Население
| 2010 | 2020 |
| ---- | ---- |
| 341  | ↗353 |